# ناثان جيمسون
ناثان جيمسون (بالإنجليزية: Nathan Jameson)‏ هو لاعب كرة قدم بريطاني في مركز الهجوم، ولد في 20 مارس 1985 في ميدلزبرة في المملكة المتحدة. لعب مع دارلينجتون إف سى وغلينافون ونادي والسول.